# 田島節夫
田島 節夫（たじま さだお、1925年3月14日 - 2007年10月15日）は、日本の哲学者。東京都立大学名誉教授。
ベルクソン以後のフランス哲学のほか、フッサールなど、実存主義、構造主義、現象学、記号論などの研究で知られる。

## 経歴
東京大学文学部哲学科を卒業。旧東京都立大学教授を務めた。のち名誉教授。
2007年、肺癌のため死去。

## 著書
- 『実存主義と現代』（現代思潮社） 1962
- 『構造主義と弁証法』（せりか書房） 1968
- 『言語と世界 現象学から構造の哲学へ』（勁草書房） 1973
- 『フッサール』（講談社、人類の知的遺産58） 1981、のち講談社学術文庫 1996
- 『言語と世界 現象学から構造の哲学へ』（勁草書房） 1983
- 『現象学と記号論』（世界書院） 1988

### 共編著
- 『実存主義』（鈴木亨、青木書店） 1957
- 『現代哲学入門』（山崎正一共編、有斐閣） 1963
- 『哲学研究案内 現代の哲学と諸科学』（山崎正一共編、有斐閣） 1964
- 『講座・現代の哲学』1 - 5（共編、弘文堂） 1977 - 1978
- 『西洋哲学の展開』（国嶋一則編、公論社） 1993
- 『思想の鍵 哲学と倫理の課題』（共著、勁草書房） 1995

## 翻訳
- 『実存主義』（ポール・フールキエ、矢内原伊作共訳、白水社、文庫クセジュ） 1952
- 『アラン著作集 第8巻 わが思索のあと』（白水社） 1960
- 『ベルグソン全集 第2 物質と記憶』（白水社） 1965
- 『現代フランスの哲学 実存主義・現象学・構造主義』（ピェール・トロティニョン、白水社、文庫クセジュ） 1969
- 『認識論』（ロベール・ブランシェ、二瓶孝次共訳、白水社、文庫クセジュ） 1973
- 『今日のフランス思想』（エドゥアール・モロ＝シール、軍司敏共訳、白水社） 1974
- 『構造主義』（ルイ・ミレ, M・ヴァラン・ダンヴェル、監訳、青土社） 1974
- 『レヴィ＝ストロース』（ピエール・クレサン、監訳、青土社） 1974
- 『シャトレ哲学史 人間科学と哲学』（監訳、白水社） 1975
- 『幾何学の起源』（E・フッサール、矢島忠夫, 鈴木修一訳、青土社） 1976
- 『親族の基本構造』（クロード・レヴィ＝ストロース、馬淵東一共監訳、番町書房） 1977 - 1978